# Gautsträsket
Gautsträsket eller Gávtsjávrrie  är en sjö i Sorsele kommun i Lappland och ingår i Umeälvens huvudavrinningsområde. Sjön är 57 meter djup, har en yta på 5,51 kvadratkilometer och befinner sig 403 meter över havet. Gautsträsket ligger i Vindelälven Natura 2000-område. Småorten Ammarnäs ligger vid sjön.

## Delavrinningsområde
Gautsträsket ingår i det delavrinningsområde (731796-152156) som SMHI kallar för Utloppet av Gautsträsk. Medelhöjden är 569 meter över havet och ytan är 37,7 kvadratkilometer. Räknas de 99 avrinningsområdena uppströms in blir den ackumulerade arean 1 261,3 kvadratkilometer. Vindelälven som avvattnar avrinningsområdet har biflödesordning 2, vilket innebär att vattnet flödar genom totalt 2 vattendrag innan det når havet efter 398 kilometer. Avrinningsområdet består mestadels av skog (69 procent). Avrinningsområdet har 6,37 kvadratkilometer vattenytor vilket ger det en sjöprocent på 16,9 procent.

## Galleri

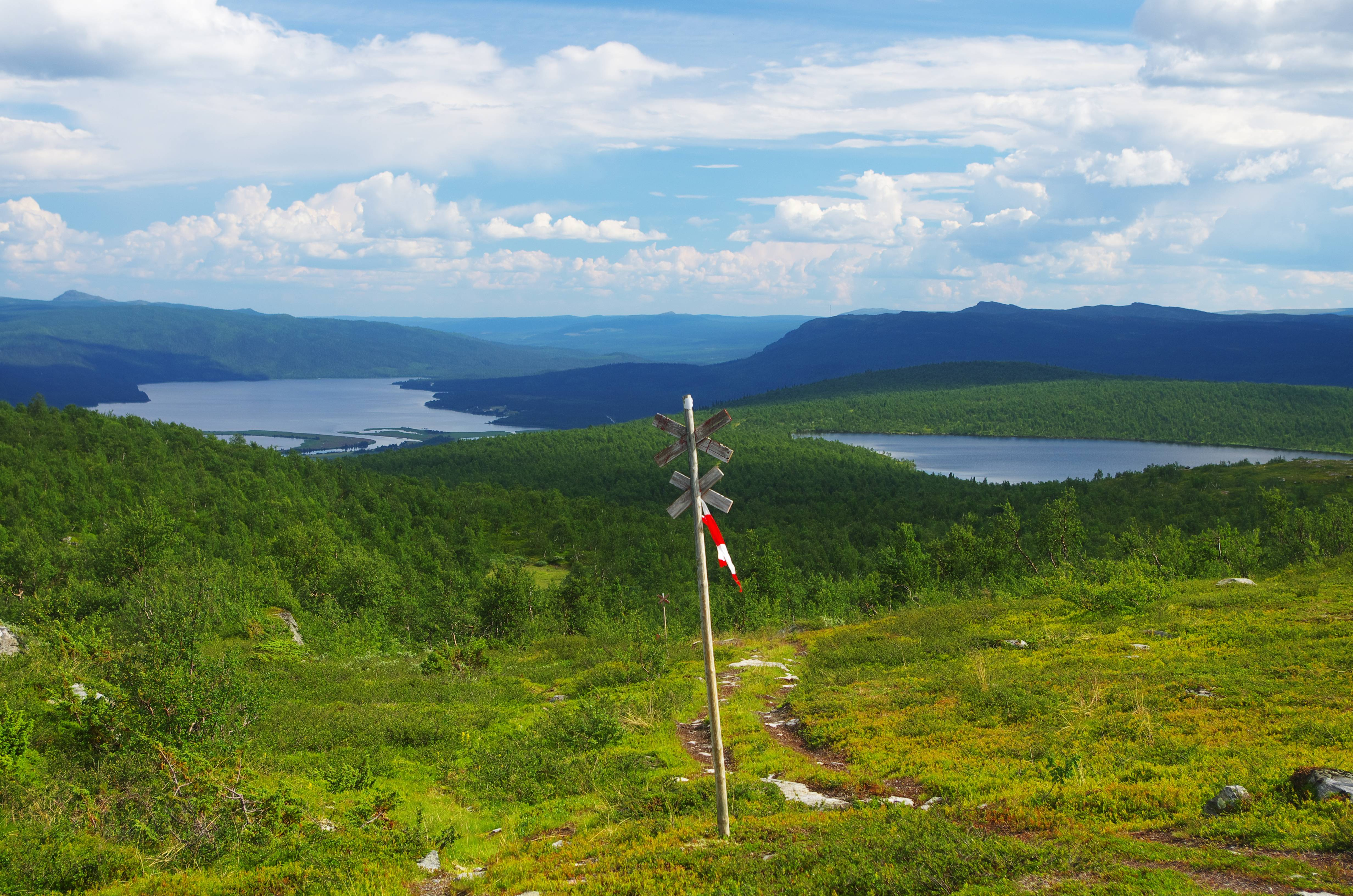
Gautsträsk (till vänster) och Näsbergstjärnen (till höger) från Kungsleden.
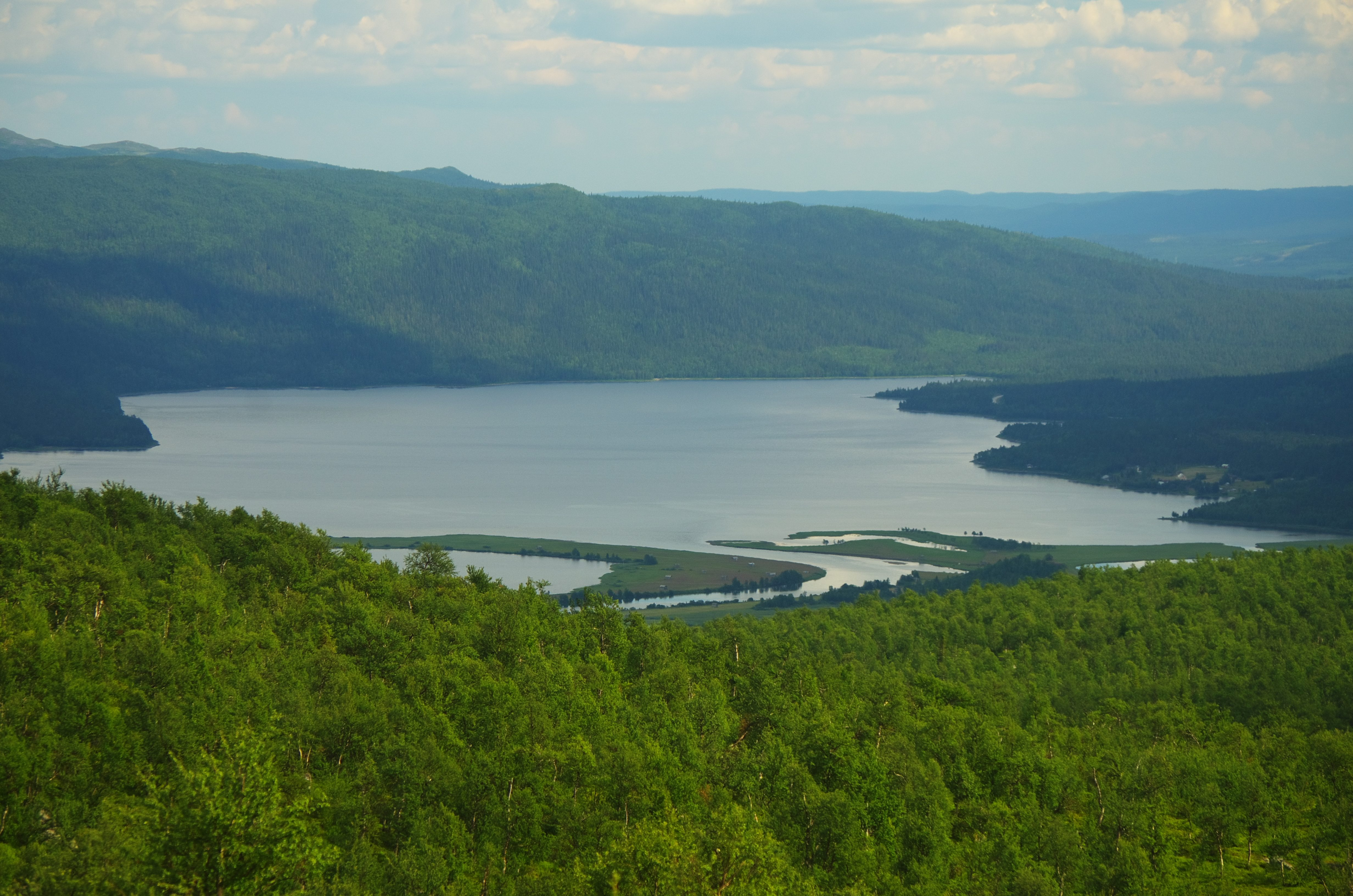